# I ragazzi della prateria
I ragazzi della prateria (The Young Riders) è una serie televisiva statunitense trasmessa in prima televisiva dal 1989 al 1992.
Racconta le avventure di un gruppo ragazzi assunti come Pony Express negli anni immediatamente precedenti il 1860, prima dello scoppio della guerra di secessione americana.

## Trama
1860, a Sweetwater, piccola cittadina del Nebraska, a Teaspoon Hunter viene dato il compito di formare un gruppo di Pony Express che vivranno nel ranch gestito da Emma Shannon. Il gruppo di pony express è composto da ragazzi molto diversi tra loro, l'unica cosa che li accomuna è il fatto di essere tutti orfani. Del gruppo fanno parte l'ottimista William F. Cody, il ribelle Jimmy Hickok, il leale Kid, il ragazzo muto Ike McSwain, l'indiano Buck Cross e Lou McCloud, una ragazza che si finge maschio per poter far parte del gruppo. In seguito si uniranno a loro il ragazzo di colore Noah Dixon e il futuro rapinatore Jesse James.

## Personaggi e interpreti

### Personaggi principali
- William F. Cody (stagioni 1-3), interpretato da Stephen Baldwin.
- James Butler Hickok (stagioni 1-3), interpretato da Josh Brolin.
- Aloysius 'Teaspoon' Hunter (stagioni 1-3), interpretato da Anthony Zerbe.
- Kid (stagioni 1-3), interpretato da Ty Miller.
- Buck Cross (stagioni 1-3), interpretato da Gregg Rainwater.
- Louise McCloud (stagioni 1-3), interpretata da Yvonne Suhor.
- Marshal Sam Cain (stagione 1), interpretato da Brett Cullen.
- Ike McSwain (stagioni 1-2), interpretato da Travis Fine.
- Noah Dixon (stagioni 2-3), interpretato da Don Franklin.
- Emma Shannon (stagione 1), interpretata da Melissa Leo.
- Jesse James (stagione 3), interpretato da Christopher Pettiet.
- Rachel Dunn (stagioni 2-3), interpretata da Clare Wren.

### Guest stars
Mitchell Ryan, Rob Estes, Chris Penn, Lloyd Bochner, Jay O. Sanders, Ted Shackelford, Roger Rees, James Gammon, Meg Foster, Albert Salmi, Kelli Williams, Fisher Stevens, Della Reese, Melissa Michaelsen, David Carradine, Stacy Keach Sr., Pernell Roberts, David Soul, Cynthia Nixon, Richard Roundtree, Buck Taylor, Nick Ramus, Jamie Walters, Frances Fisher, Noble Willingham, James Cromwell, William Russ, John Slattery, Rebecca Staab, Tim Thomerson, Stan Shaw, Bart the Bear, Brian Keith, Park Overall, Brian Bonsall, John Schuck, Gloria Reuben, Khrystyne Haje, Gary Sandy, John DeLancie, Tammy Grimes, Frederic Forrest, William Sanderson, Sydney Walsh, Cassie Yates, Robert Clohessy, e Jenny O'Hara

## Distribuzione
Fu trasmessa in Italia tra l'estate del 1993 e il 1995 in 3 stagioni. È stata trasmessa successivamente su Rai 2 in fascia pomeridiana, attorno gli anni 2000.

## Episodi
| Stagione         | Episodi | Prima TV USA | Prima TV Italia |
| ---------------- | ------- | ------------ | --------------- |
| Prima stagione   | 24      | 1989-1990    |                 |
| Seconda stagione | 22      | 1990-1991    |                 |
| Terza stagione   | 22      | 1991-1992    |                 |